# Hertha Berliner Sport-Club 2022-2023
Questa voce raccoglie le informazioni riguardanti il Hertha Berliner Sport-Club  nelle competizioni ufficiali della stagione calcistica 2022-2023.

## Rosa
Aggiornata al 22 aprile 2023. 
 In corsivo i calciatori ceduti a stagione iniziata nelle sessioni estiva ed invernale 
| N. |                           | Ruolo | Calciatore             |
| -- | ------------------------- | ----- | ---------------------- |
| 1  | Danimarca (bandiera)      | P     | Oliver Christensen     |
| 2  | Slovacchia (bandiera)     | D     | Peter Pekarík          |
| 3  | Uruguay (bandiera)        | D     | Agustín Rogel          |
| 4  | Belgio (bandiera)         | D     | Dedryck Boyata         |
| 5  | Croazia (bandiera)        | D     | Filip Uremović         |
| 6  | Rep. Ceca (bandiera)      | C     | Vladimír Darida        |
| 6  | Turchia (bandiera)        | C     | Tolga Ciğerci          |
| 7  | Germania (bandiera)       | A     | Davie Selke            |
| 7  | Germania (bandiera)       | A     | Florian Niederlechner  |
| 8  | Germania (bandiera)       | C     | Suat Serdar            |
| 10 | Paesi Bassi (bandiera)    | C     | Jean-Paul Boëtius      |
| 11 | Paesi Bassi (bandiera)    | C     | Myziane Maolida        |
| 12 | Germania (bandiera)       | P     | Tjark Ernst            |
| 14 | Belgio (bandiera)         | A     | Dodi Lukebakio         |
| 16 | Inghilterra (bandiera)    | D     | Jonjoe Kenny           |
| 17 | Germania (bandiera)       | D     | Maximilian Mittelstädt |
| 18 | Costa d'Avorio (bandiera) | A     | Wilfried Kanga         |

| N. |                        | Ruolo | Calciatore           |
| -- | ---------------------- | ----- | -------------------- |
| 19 | Montenegro (bandiera)  | A     | Stevan Jovetić       |
| 20 | Germania (bandiera)    | D     | Marc-Oliver Kempf    |
| 21 | Germania (bandiera)    | D     | Marvin Plattenhardt  |
| 22 | Norvegia (bandiera)    | P     | Rune Jarstein        |
| 23 | Germania (bandiera)    | A     | Marco Richter        |
| 24 | Germania (bandiera)    | A     | Jessic Ngankam       |
| 27 | Ghana (bandiera)       | C     | Kevin-Prince Boateng |
| 28 | Francia (bandiera)     | A     | Kélian Nsona         |
| 29 | Francia (bandiera)     | C     | Lucas Tousart        |
| 31 | Germania (bandiera)    | D     | Márton Dárdai        |
| 34 | Croazia (bandiera)     | C     | Ivan Šunjić          |
| 36 | Paesi Bassi (bandiera) | C     | Deyovaisio Zeefuik   |
| 39 | Germania (bandiera)    | A     | Derry Scherhant      |
| 40 | Nigeria (bandiera)     | A     | Chidera Ejuke        |
| 41 | Germania (bandiera)    | D     | Pascal Klemens       |
| 42 | Germania (bandiera)    | D     | Julian Eitschberger  |

## Calciomercato

### Sessione estiva[1]
| Acquisti | Acquisti          | Acquisti         | Acquisti                 |
| R.       | Nome              | da               | Modalità                 |
| -------- | ----------------- | ---------------- | ------------------------ |
| A        | Wilfried Kanga    | Young Boys       | definitivo (5 milioni €) |
| A        | Jessic Ngankam    | Greuther Fürth   | definitivo (2 milioni €) |
| D        | Agustín Rogel     | Estudiantes (LP) | definitivo (400 mila €)  |
| D        | Filip Uremović    | Rubin            | gratuito                 |
| C        | Jean-Paul Boëtius | Magonza          | gratuito                 |
| D        | Jonjoe Kenny      | Everton          | gratuito                 |
| A        | Chidera Ejuke     | CSKA Mosca       | gratuito                 |
| C        | Ivan Šunjić       | Birmingham City  | gratuito                 |
| A        | Dodi Lukebakio    | Wolfsburg        | fine prestito            |

| Cessioni | Cessioni             | Cessioni          | Cessioni                   |
| R.       | Nome                 | a                 | Modalità                   |
| -------- | -------------------- | ----------------- | -------------------------- |
| C        | Arne Maier           | Augusta           | definitivo (5 milioni €)   |
| C        | Jurgen Ekkelenkamp   | Anversa           | definitivo (5 milioni €)   |
| A        | Javairô Dilrosun     | Feyenoord         | definitivo (4 milioni €)   |
| D        | Jordan Torunarigha   | Gent              | definitivo (3,5 milioni €) |
| D        | Dedryck Boyata       | Club Bruges       | definitivo (9,2 milioni €) |
| A        | Krzysztof Piątek     | Salernitana       | prestito (1 milione €)     |
| C        | Eduard Löwen         | St. Louis City    | definitivo (1 milione €)   |
| A        | Anton Kade           | Basilea           | definitivo (750 mila €)    |
| P        | Alexander Schwolow   | Schalke 04        | prestito (300 mila €)      |
| D        | Niklas Starko        | Werder Brema      | gratuito                   |
| A        | Ishak Belfodil       | Al-Gharafa        | gratuito                   |
| P        | Marcel Lotka         | Borussia Dortmund | gratuito                   |
| D        | Lukas Klünter        | Arminia Bielefeld | gratuito                   |
| P        | Nils-Jonathan Körber | Hansa Rostock     | gratuito                   |
| D        | Omar Alderete        | Getafe            | prestito                   |
| C        | Santiago Ascacíbar   | Cremonese         | prestito                   |
| D        | Fredrik Björkan      | Feyenoord         | prestito                   |
| A        | Daishawn Redan       | Utrecht           | prestito                   |
| C        | Luca Wollschläger    | Rot-Weiss Essen   | prestito                   |

#### Sessione invernale[2]
| Acquisti | Acquisti              | Acquisti   | Acquisti                |
| R.       | Nome                  | da         | Modalità                |
| -------- | --------------------- | ---------- | ----------------------- |
| A        | Florian Niederlechner | Augusta    | definitivo (800 mila €) |
| C        | Tolga Ciğerci         | Ankaragücü | definitivo (350 mila €) |

| Cessioni | Cessioni           | Cessioni               | Cessioni                |
| R.       | Nome               | a                      | Modalità                |
| -------- | ------------------ | ---------------------- | ----------------------- |
| A        | Lee Dong-jun       | Jeonbuk Hyundai        | definitivo (700 mila €) |
| C        | Davie Selke        | Colonia                | gratuito                |
| C        | Vladimír Darida    | Arīs Salonicco         | gratuito                |
| D        | Deyovaisio Zeefuik | Verona                 | prestito                |
| A        | Myziane Maolida    | Stade Reims            | prestito                |
| A        | Linus Gechter      | Eintracht Braunschweig | prestito                |

## Maglie e sponsor
| Casa | Trasferta | Terza maglia |

## Risultati

### Bundesliga

#### Girone di andata
| Arbitro: | Fritz |

|                                      |           |               |
| Siebatcheu 31’ Knoche 54’ Becker 50’ | Marcatori | 85’ Lukebakio |

| Arbitro: | Willenborg |

|           |           |            |
| Serdar 3’ | Marcatori | 48’ Kamada |

| Arbitro: | Jöllenbeck |

|                 |           |  |
| Pléa 34’ (rig.) | Marcatori |  |

| Arbitro: | Tobias Stieler (Amburgo) |

|  |           |             |
|  | Marcatori | 32’ Modeste |

| Arbitro: | Osmers |

|  |           |                             |
|  | Marcatori | 57’ Lukebakio 90+3’ Richter |

| Arbitro: | Brand |

|                        |           |                         |
| Serdar 55’ Richter 74’ | Marcatori | 49’ Demirbay 79’ Schick |

| Arbitro: | Willenborg |

|            |           |             |
| Caci 90+4’ | Marcatori | 30’ Tousart |

| Arbitro: | Dingert |

|               |           |              |
| Lukebakio 37’ | Marcatori | 25’ Kramarić |

| Arbitro: | Jablonski |

|                                 |           |            |
| Lukebakio 34’ (rig.) Serdar 61’ | Marcatori | 22’ Kyereh |

| Arbitro: | Osmers |

|                                   |           |                                  |
| Forsberg 25’ Diallo 30’ Orban 45’ | Marcatori | 62’ (rig.) Lukebakio 64’ Jovetić |

| Arbitro: | Petersen |

|                       |           |            |
| Tousart 49’ Kanga 88’ | Marcatori | 85’ Mollet |

| Arbitro: | Reichel |

|              |           |  |
| Füllkrug 85’ | Marcatori |  |

| Arbitro: | Bastian Dankert (Rostock) |

|                                |           |                                    |
| Lukebakio 40’ Selke 45’ (rig.) | Marcatori | 12’ Musiala 37’, 38’ Choupo-Moting |

| Arbitro: | Willenborg |

|                              |           |               |
| Guirassy 3’ Mavropanos 90+8’ | Marcatori | 19’ Lukebakio |

| Arbitro: | Dingert |

|                      |           |  |
| Kanga 9’ Richter 54’ | Marcatori |  |

| Arbitro: | Petersen |

|                                          |           |            |
| P. Hofmann 22’, 56’ K. Schlotterbeck 44’ | Marcatori | 87’ Serdar |

| Arbitro: | Reichel |

|  |           |                                                              |
|  | Marcatori | 4’ Svanberg 31’ (rig.) Arnold 34’ Wind 72’ Baku 86’ Marmoush |

#### Girone di ritorno
| Arbitro: | Brych |

|  |           |                       |
|  | Marcatori | 44’ Doekhi 67’ Seguin |

| Arbitro: | Robert Hartmann (Wangen) |

|                                       |           |  |
| Kolo Muani 21’ (rig.), 28’ Buta 90+3’ | Marcatori |  |

| Arbitro: | Dingert |

|                                                               |           |            |
| Ngankam 30’ Dárdai 52’ Scherhant 90+1’ Lukebakio 90+7’ (rig.) | Marcatori | 17’ Elvedi |

| Arbitro: | Harm Osmers |

|                                           |           |             |
| Adeyemi 27’ Malen 31’ Reus 76’ Brandt 90’ | Marcatori | 46’ Tousart |

| Arbitro: | Jöllenbeck |

|                           |           |            |
| Richter 61’ Lukebakio 70’ | Marcatori | 17’ Elvedi |

| Arbitro: | Ittrich |

|                                            |           |                      |
| Azmoun 12’ Frimpong 21’ Diaby 60’ Adli 73’ | Marcatori | 67’ (rig.) Lukebakio |

| Arbitro: | Cortus |

|                    |           |             |
| Ngankam 18’ (rig.) | Marcatori | 57’ Ajorque |

| Arbitro: | Willenborg |

|                                           |           |               |
| Kramarić 24’ (rig.), 37’ (rig.) Bebou 51’ | Marcatori | 90+2’ Jovetić |

| Arbitro: | Jablonski |

|           |           |             |
| Grifo 52’ | Marcatori | 77’ Ngankam |

| Arbitro: | Aytekin |

|  |           |             |
|  | Marcatori | 39’ Haidara |

| Arbitro: | Brych |

|                                                      |           |                           |
| Skarke 3’ Bülter 13’, 78’ Terodde 48’ Kamiński 90+2’ | Marcatori | 45+3’ Jovetić 84’ Richter |

| Arbitro: | Schröder |

|                                  |           |                                 |
| Ngankam 68’ Lukebakio 79’ (rig.) | Marcatori | 6’, 27’, 51’ Ducksch 63’ Weiser |

| Arbitro: | Patrick Ittrich |

|                      |           |  |
| Gnabry 69’ Coman 79’ | Marcatori |  |

| Arbitro: | Aytekin |

|                               |           |              |
| Kempf 29’ Niederlechner 45+2’ | Marcatori | 38’ Guirassy |

| Arbitro: | Jablonski |

|                                                     |           |                         |
| Selke 8’ Hübers 39’, 69’ Skhiri 43’ Huseinbašić 81’ | Marcatori | 18’ Tousart 33’ Jovetić |

| Arbitro: | Brych |

|             |           |                        |
| Tousart 63’ | Marcatori | 90+4’ K. Schlotterbeck |

| Arbitro: | Cortus (Röthenbach) |

|             |           |                      |
| Kamiński 2’ | Marcatori | 55’ Maza 68’ Richter |

### DFB-Pokal 2022-2023
| Arbitro: | Stieler |

|                                                            |                      |                                                      |
| Behrendt 63’ (rig.) Lauberbach 66’ Pherai 91’ Henning 118’ | Marcatori            | 10’ Selke 42’ Maolida 103’ Tousart 106’ Lukebakio    |
| Pherai Marx Nikolaou Donkor Behrendt Krauße Henning        | Tiri di rigore 6 – 5 | Darida Kenny Plattenhardt Jovetić Ejuke Šunjić Kempf |